# Булгаков Сергій Юрійович
Сергі́й Ю́рійович Булга́ков (* 1987) — старший матрос Збройних сил України, учасник російсько-української війни.

## Життєпис
Народився 1987 року.
2015-го мобілізований під час 5-ї хвилі. Служив в 72-й бригаді, 14-й окремий батальйон. Повернувшись додому, зрозумів, що його доля пов'язана з армією. 2017 року повернувся на службу за контрактом в 406-ту артилерійську бригаду, з травня 2019-го — в зоні боїв.
10 липня 2019 року старший матрос Сергій Булгаков зазнав поранень на шляху до Гранітного, виконуючи завдання за призначенням командування. Його побратим Антон Фака, який був з ним разом у машині, загинув (по автівці стріляли з протитанкового ракетного комплексу).
Лікарі врятували Сергія. За його уздоровленням слідкують дружина і двоє синів — 2014 і 2009 р.н. і мама Світлана Смолинець. Переніс кілька операцій з видалення осколків, лікарі в Дніпрі намагалися відновити зір правого ока, частково втратив слух.
В Одеському 411-му воєнному клінічному госпіталі вставили очний імплант, Сергія чекають тривале лікування й відновлення.

## Нагороди та вшанування
- Указом Президента України № 19/2020 від 21 січня 2020 року за «особисту мужність і самовіддані дії, виявлені у захисті державного суверенітету та територіальної цілісності України» нагороджений орденом За мужність III ступеня[2].